# Demodex bialoviensis

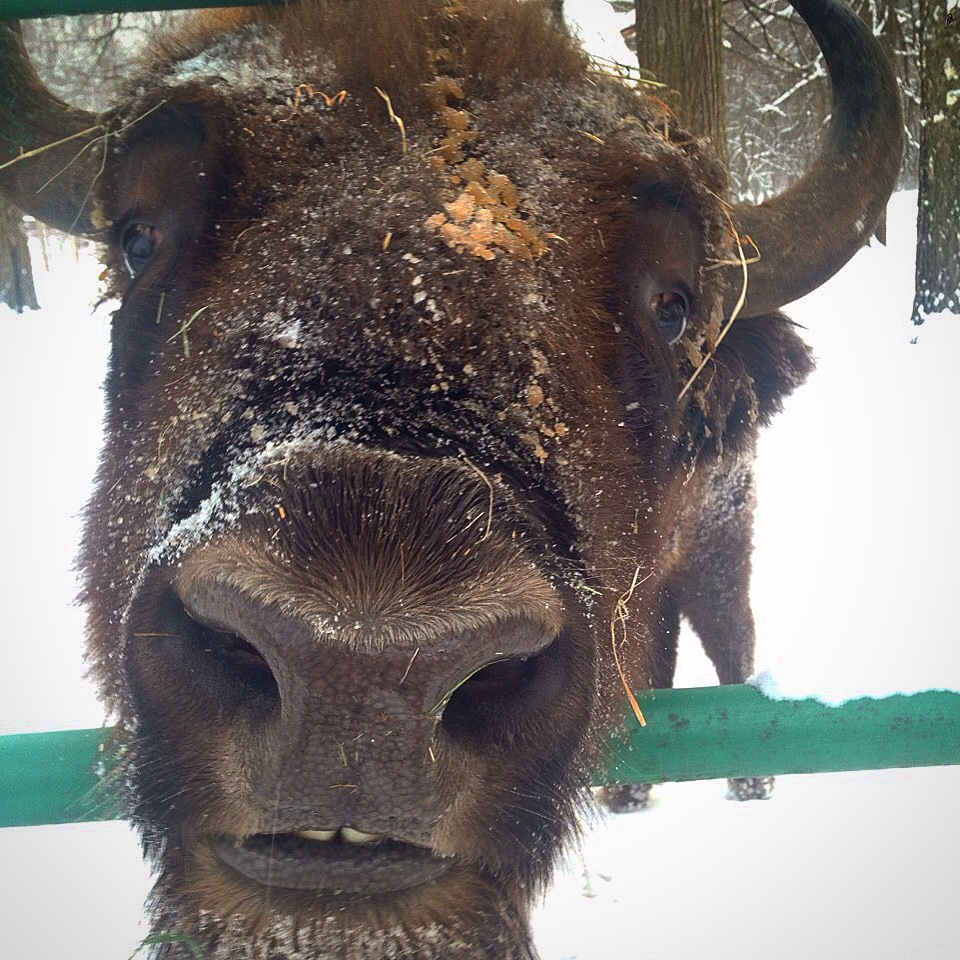
Okolice nozdrzy żubra europejskiego, miejsce bytowania D. bialoviensis

Demodex bialoviensis – gatunek roztocza z rodziny nużeńcowatych. Jego jedynym żywicielem jest żubr europejski.

## Taksonomia
Gatunek ten opisany został po raz pierwszy w 2022 roku przez Joannę Izdebską, Leszka Rolbieckiego i Wojciecha Bieleckiego na łamach „International Journal for Parasitology”. Jako miejsce typowe wskazano Puszczę Białowieską w Polsce. Epitet gatunkowy pochodzi od miejsca typowego.

## Morfologia i rozwój

### Osobniki dorosłe
Nużeniec o ciele smukłym, wydłużonym, wrzecionowatym, u samców długości od 158 do 198 μm i szerokości od 30 do 35 μm, u samic zaś długości od 200 do 268 μm i szerokości od 30 do 40 μm.
Dobrze wyodrębniona, prostokątna w zarysie, tak długa jak u podstawy szeroka lub dłuższa gnatosoma ma pośrodku części grzbietowej bioder parę klinowatych, skierowanych dośrodkowo pod lekkim skosem kolców nadbiodrowych. Trójczłonowe nogogłaszczki mają człon drugi ze stożkowatą szczecinką v’’F przy krawędzi zewnętrznej, a człon trzeci zwieńczony trzema rozdwojonymi kolcami. Podkowiasta nabrzmiałość gardzieli ma parę przednio-bocznie umieszczonych, stożkowatych szczecinek subgnatosomalnych.
Prostokątnego zarysu podosoma ma na wierzchu wyraźnie, pionowo rowkowaną tarczkę podosomalną, sięgającą do wysokości odnóży trzeciej pary. Na spodzie podosomy leżą cztery pary płytek epimeralnych, z których pierwsza jest trójkątna, druga i trzecia trapezowata, a czwarta u samicy tylnymi brzegami tworzy głęboko łukowate wykrojenie, w którym spoczywa długa na od 10 do 17 μm wulwa. Odnóża występują w liczbie czterech par i zbudowane są z pięciu członów ruchomych, z których ostatni ma dwa rozwidlone pazurki, każdy z dużą, spiczastą ostrogą przedwierzchołkową. U samca na wierzchu podosomy leży długi na od 18 do 29 μm, ciągnący się między wysokością płytek epimeralnych drugiej i ostatniej pary edeagus oraz umieszczony między wysokością płytek epimeralnych pierwszej i drugiej pary otwór płciowy.
Opistosoma jest stożkowata, wyraźnie pierścieniowana, o tylnym końcu zaokrąglonym lub spiczastym. U obu płci występuje na niej rurkowaty narząd opistosomalny, u samca położony nieco bliżej tylnej krawędzi tagmy niż u samicy.

### Stadia rozwojowe
Spośród stadiów rozwojowych opisano tylko nimfy. Mają wydłużone, silnie ku tyłowi zwężone, w kształcie maczugowate ciało długości od 188 do 218 μm i szerokości od 35 do 38 μm. Prostokątna gnatosoma ma kolce nadbiodrowe na grzbiecie krawędzi zewnętrznych, okrągłą nabrzmiałość gardzieli bez widocznych szczecinek subgnatosomalnych oraz trójczłonowe nogogłaszczki zwieńczone trzema drobnymi kolcami. Podosoma ma pośrodku spodu cztery pary tarczek brzusznych, z których pierwsza jest najmniejsza. Odnóża występują w liczbie czterech par, są nieczłonowane i zwieńczone dwoma trójwierzchołkowymi pazurkami.

## Ekologia i występowanie
Roztocz ten jest monoksenicznym komensalem lub pasożytem żubra europejskiego. Bytuje na skórze okolic nozdrzy żywiciela. Nie stwierdzono wywoływania przez jego żerowanie zmian skórnych. Na żubrze europejskim występuje również Demodex bisonianus, ale zajmuje inną niszę, bytując w gruczołach tarczkowych powiek gospodarza.
Gatunek podawany z Polski.